# Pseudopiptadenia brenanii
Pseudopiptadenia brenanii är en ärtväxtart som beskrevs av Gwilym Peter Lewis och Marli Pires Morim de Lima. Pseudopiptadenia brenanii ingår i släktet Pseudopiptadenia och familjen ärtväxter. Inga underarter finns listade i Catalogue of Life.